# Bataille du Cran
Guerre de Sept Ans
Batailles
- Minorque (navale) (1756)
- Pirna (1756)
- Lobositz (1756)
- Reichenberg (1757)
- Prague (1757)
- Kolin (1757)
- Hastenbeck (1757)
- Gross-Jägersdorf (1757)
- Moys (1757)
- Rochefort (1757)
- Rossbach (1757)
- Breslau (1757)
- Leuthen (1757)
- Carthagène (navale) (1758)
- Olomouc (1758)
- Saint-Malo (1758)
- Rheinberg (1758)
- Krefeld (1758)
- Domstadl (1758)
- Cherbourg (1758)
- Zorndorf (1758)
- Saint-Cast (1758)
- Tornow (1758)
- Lutzelberg (1758)
- Hochkirch (1758)
- Bergen (1759)
- Kay (1759)
- Minden (1759)
- Kunersdorf (1759)
- Neuwarp (navale) (1759)
- Hoyerswerda (1759)
- Baie de Quiberon (navale) (1759)
- Maxen (1759)
- Meissen (1759)
- Glatz (1760)
- Landshut (1760)
- Corbach (1760)
- Emsdorf (1760)
- Dresde (1760)
- Warburg (1760)
- Liegnitz (1760)
- Rhadern (1760)
- Berlin (1760)
- Kloster Kampen (1760)
- Torgau (1760)
- Belle-Île (1761)
- Langensalza (1761)
- Cassel (1761)
- Grünberg (1761)
- Villinghausen (1761)
- Ölper (1761)
- Kolberg (1761)
- Wilhelmsthal (1762)
- Burkersdorf (1762)
- Lutterberg (1762)
- Reichenbach (1762)
- Almeida (1762)
- Valencia de Alcántara (1762)
- Nauheim (1762)
- Vila Velha de Ródão (1762)
- Cassel (1762)
- Freiberg (1762)

- Jumonville Glen (1754)
- Fort Necessity (1754)
- Fort Beauséjour (1755)
- 8 juin 1755
- Monongahela (1755)
- Petitcoudiac (1755)
- Lac George (1755)
- Fort Bull (1756)
- Fort Oswego (1756)
- Kittanning (1756)
- En raquettes (1757)
- Pointe du Jour du Sabbat (1757)
- Fort William Henry (1757)
- German Flatts (1757)
- Lac Saint-Sacrement (1758)
- Louisbourg (1758)
- Le Cran (1758)
- Fort Carillon (1758)
- Fort Frontenac (1758)
- Fort Duquesne (1758)
- Fort Ligonier (1758)
- Québec (1759)
- Fort Niagara (1759)
- Beauport (1759)
- Plaines d'Abraham (1759)
- Sainte-Foy (1760)
- Neuville (1760)
- Ristigouche (navale) (1760)
- Mille-Îles (1760)
- Signal Hill (1762)

- Cap-Français (1757)
- Martinique (1759)
- Guadeloupe (1759)
- Dominique (1761)
- Martinique (1762)
- Cuba (1762)

- Chandernagor (1757)
- Plassey (1757)
- Gondelour (1758)
- Négapatam (navale) (1758)
- Condore (1758)
- Madras (1758)
- Pondichéry (navale) (1759)
- Masulipatam (1759)
- Chinsurah (1758)
- Wandiwash (1760)
- Pondichéry (1760-1761)
- Manille (1762)

- Saint-Louis (1758)
- Gorée (1758)
- Gambie

La bataille du Cran, aussi connue sous le nom de bataille de Stoney Creek, est une bataille de la guerre de Sept Ans, qui eut lieu le 1er juillet 1758. Elle se déroula en Acadie, dans la vallée de la rivière Petitcodiac, aujourd'hui le Nouveau-Brunswick, probablement au Cran. La bataille opposa les troupes britanniques aux résistants acadiens. Au même titre que la bataille de Petitcoudiac qui se déroula dans la même région trois ans plus tôt, ce qui devait être une opération de déportation de la population acadienne se transforma en bataille où, cette fois-ci, les Britanniques l'emportèrent.

## Causes de la bataille
Dès la bataille de Fort Beauséjour, certains Acadiens ont résisté face aux Britanniques pour éviter de se faire déporter.
Après avoir commencé la déportation des habitants du Beaubassin, le lieutenant-colonel Robert Monckton tenta de déporter ceux des Trois-Rivières. En août 1755, ce fut l'échec du raid de Sylvanus Cobb, les Britanniques n'ayant pu trouver les Acadiens. Trois semaines plus tard, Monckton envoya le capitaine Joseph Frye (en) déporter la population et détruire les villages. Ce fut un échec partiel, car bon nombre de gens réussirent à s'échapper, et un groupe composé de Canadiens, d'Acadiens et de Malécites, sous le commandement de Charles Deschamps de Boishébert, attaqua les Britanniques, dans la bataille de Petitcoudiac.
À la suite de cette bataille, la résistance acadienne devint plus importante. Joseph Brossard dit Beausoleil, sous les ordres du gouverneur Pierre de Rigaud de Vaudreuil, arma un petit bateau corsaire et réussit à faire quelques prises dans la baie de Fundy.

## Déroulement de la bataille
Le mercredi 28 juin 1758, durant la nuit, des Acadiens volèrent 9 bœufs à un certain Allen, fournisseur des militaires britanniques.
Tôt le lendemain matin, le colonel James détacha le lieutenant Meech et 55 Rangers dans 5 baleiniers pour remonter le cours de la rivière Petitcodiac. Les marées dans la région étant très importantes, les Acadiens allaient devoir attendre au soir avant de traverser le fleuve. Les Britanniques pensent donc pouvoir les intercepter à ce moment. Le jeudi soir, Meech laissa deux de ses bateaux s'en aller, durant de fort vents. Au matin du 30, il remonta le fleuve avec trois bateaux, accosta sur la rive nord-est avec 36 de ses hommes, et marcha le long du rivage jusqu'à ce qu'il rencontre une quarantaine d'Acadiens. Ces derniers battirent en retraite et Meech les poursuivit pendant un certain temps. Ne pouvant pas les rattraper, il se décida à revenir aux embarcations qu'il avait laissées le jour d'avant. En suivant le cours du fleuve, il rencontra les bateaux, avec à leur bord le capitaine Danks, le lieutenant Walker et 40 Rangers. Il y avait aussi un sergent, un caporal et 12 soldats du 43e régiment, dans une chaloupe armée que le colonel avait envoyé le matin même pour supporter Meech. Ils naviguèrent ensuite vers le haut de la vallée, et accostèrent là durant la nuit.
Au matin du samedi 1er juillet, le capitaine Danks, ainsi que les deux lieutenants et dix-sept hommes, quittèrent les bateaux et marchèrent dans la forêt. Le capitaine Danks avait ordonné à la chaloupe de suivre la rive nord-est, de façon à leurrer l'ennemi pour pouvoir ensuite l'attaquer. Vers midi, une trentaine d'hommes attaquèrent et ouvrirent le feu sur la chaloupe. Le capitaine Danks se rendit vers la rive avec ses troupes dès qu'il entendit les coups de feu. Ils les encerclèrent, prirent neuf prisonniers, tuèrent et scalpèrent trois autres, en envoyèrent quatorze par-dessus bord, dont dix qui se noyèrent et quatre qui nagèrent vers l'autre rive. Le reste des hommes arrivèrent à s'enfuir à travers les prés, protégés par les digues.
Le 2 juillet vers dix heures du matin, les lieutenants Walker et Meech débarquèrent avec 16 hommes. À leur arrivée, l'ennemi s'enfuit et les Britanniques marchèrent vers un village voisin, qu'ils détruisirent. L'après-midi du même jour, le capitaine Danks, le lieutenant Meech et 17 de leurs hommes accostèrent sur la rive sud-ouest. Ils longèrent la rivière pendant plusieurs kilomètres en amont, mais ne purent rien trouver. Il retournèrent alors à la chaloupe et regagnèrent le fort Cumberland le 4 juillet.

## Lieux
D'après l'historien Placide Gaudet, la bataille aurait eu lieu près du hameau du Cran, aujourd'hui appelé Stoney Creek, dans Coverdale, à 12 kilomètres au sud de Moncton. Selon d'autres, la bataille aurait eu lieu où se trouve actuellement Moncton.